# Drinjača (Zvornik)
Pour les articles homonymes, voir Drinjača.
Drinjača (en serbe cyrillique : Дрињача) est un village de Bosnie-Herzégovine. Il est situé dans la municipalité de Zvornik et dans la république serbe de Bosnie. Selon les premiers résultats du recensement bosnien de 2013, il compte 152 habitants.

## Géographie
Drinjača est situé à l'embouchure de la rivière Drinjača de la Drina.

## Démographie

### Évolution historique de la population dans la localité
| 1948 | 1953 | 1961 | 1971 | 1981 | 1991 | 2013 |
| ---- | ---- | ---- | ---- | ---- | ---- | ---- |
| -    | -    | 172  | 207  | 209  | 238, | 152  |

|  |

### Communauté locale
En 1991, la communauté locale de Drinjača comptait 2 081 habitants, répartis de la manière suivante :